# Воробьёв, Михаил Петрович
Михаи́л Петро́вич Воробьёв (17 (29) декабря 1896, слобода Хасав-Юрт Терской области — 12 июня 1957, Москва) — советский военачальник, маршал инженерных войск (1944).

## Дореволюционный период
Родился в Дагестане, в семье крупного железнодорожного инженера. С 1906 года семья жила во Владикавказе. В 1914 году окончил 1-е реальное училище во Владикавказе, уехал в Санкт-Петербург и поступил в Горный институт, но окончил только два курса.
В январе 1916 года призван в Русскую императорскую армию, после службы во 2-м запасном батальоне в Царицыне направлен на учёбу. В марте 1917 года окончил школу прапорщиков в Оренбурге (произведён в чин прапорщика 10 марта 1917 года). Принимал активное участие в Первой мировой войне на Румынском фронте, в революционных событиях 1917 года, был избран председателем полкового комитета. Командовал взводом и ротой.

## Гражданская война и межвоенное время
В марте 1918 года вступил в Красную Армию, доброволец. Участвовал в Гражданской войне. Был красноармейцем 1-го Владикавказского советского отряда, с апреля 1918 — командиром дорожно-мостовой роты 13-й стрелковой дивизии, бригадным инженером 3-й стрелковой бригады, дивизионным инженером 33-й Кубанской стрелковой дивизии. Воевал на Южном фронте против войск генерала А. И. Деникина, на Западном фронте против Польской армии, на Кавказском фронте против армии меньшевистской Грузии. Член КПСС с 1919 года.
С 1921 года продолжал службу в инженерных войсках. Командовал сапёрным батальоном, был начальником связи стрелкового корпуса. В 1924 году направлен на учёбу. Окончил инженерный факультет Военно-технической академии РККА в 1929 году, оставлен для окончания адъюнктуры при академии. С июля 1932 года преподавал в этой академии, в том же году стал там же начальником факультета инженерного вооружения, в сентябре 1935 года — начальником и военкомом командного факультета. Одним из первых в СССР стал заниматься вопросами тактики действий инженерных войск и полевой фортификации, развивал передовые идеи русской дореволюционной военной мысли. Автор трудов «Служба заграждений» (1931), «Заграждения (устройство, применение, преодоление)» (1932), получивших широкое признание и использовавшихся в качестве пособий в военных училищах и академиях. Доцент (1936).
С июля 1936 года — начальник Объединённой Краснознаменной военно-инженерной школы имени Коминтерна в Ленинграде, которая в 1937 году была переформирована в Ленинградское военно-инженерное училище. В конце 1939 года значительная часть преподавательского и курсантского состава училища, в том числе и его начальник военинженер 1-го ранга Воробьёв были направлены на фронт советско-финской войны. С июля 1940 года — генерал-инспектор инженерных войск РККА.

## Великая Отечественная война

Могила М. П. Воробьёва на Новодевичьем кладбище Москвы.

В действующей армии на фронтах Великой Отечественной войны — с июня 1941 года. Сначала был назначен начальником инженерного управления Западного фронта, в июле эта должность была переименована и Воробьёв стал начальником инженерных войск этого фронта. Одновременно с декабря 1941 года являлся командующим 1-й сапёрной армией. Участвовал в оборонительном Смоленском сражении, в других операциях первого, самого кровопролитного и неудачного, этапа войны. В битве за Москву был одним из руководителей строительства оборонительных рубежей и создания системы противотанковых заграждений на ближних подступах к столице, которые сыграли большую роль в срыве немецкого наступления.
С апреля 1942 года и до конца войны — начальник инженерных войск Красной Армии. Одновременно с апреля 1942 по 20 мая 1943 года являлся заместителем народного комиссара обороны СССР. Кроме постоянной работы по формированию частей инженерных войск и насыщению действующей армии новой инженерной техникой, часто лично привлекался на наиболее ответственные участки фронта для решения сложных задач. В 1942 году участвовал в Сталинградской битве, возглавляя строительство оборонительных рубежей под Сталинградом. При прорыве блокады Ленинграда в январе 1943 года координировал действия инженерных войск Ленинградского и Волховского фронтов. Весной и летом 1943 года лично руководил строительством оборонительных рубежей на обоих фасах Курской дуги, на которых в ходе Курской битвы были перемолоты обе ударные группировки врага. В ходе массового наступления советских войск во второй половине войны внёс значительный вклад в инженерное обеспечение форсирования крупных водных преград, особенно в ходе битвы за Днепр. На завершающем этапе войны особенно много делал для развития понтонно-мостовых частей. Быстро пройдя ряд воинских званий, 21 февраля 1944 года стал маршалом инженерных войск — первый военачальник, удостоенный этого высокого воинского звания.

## Послевоенное время

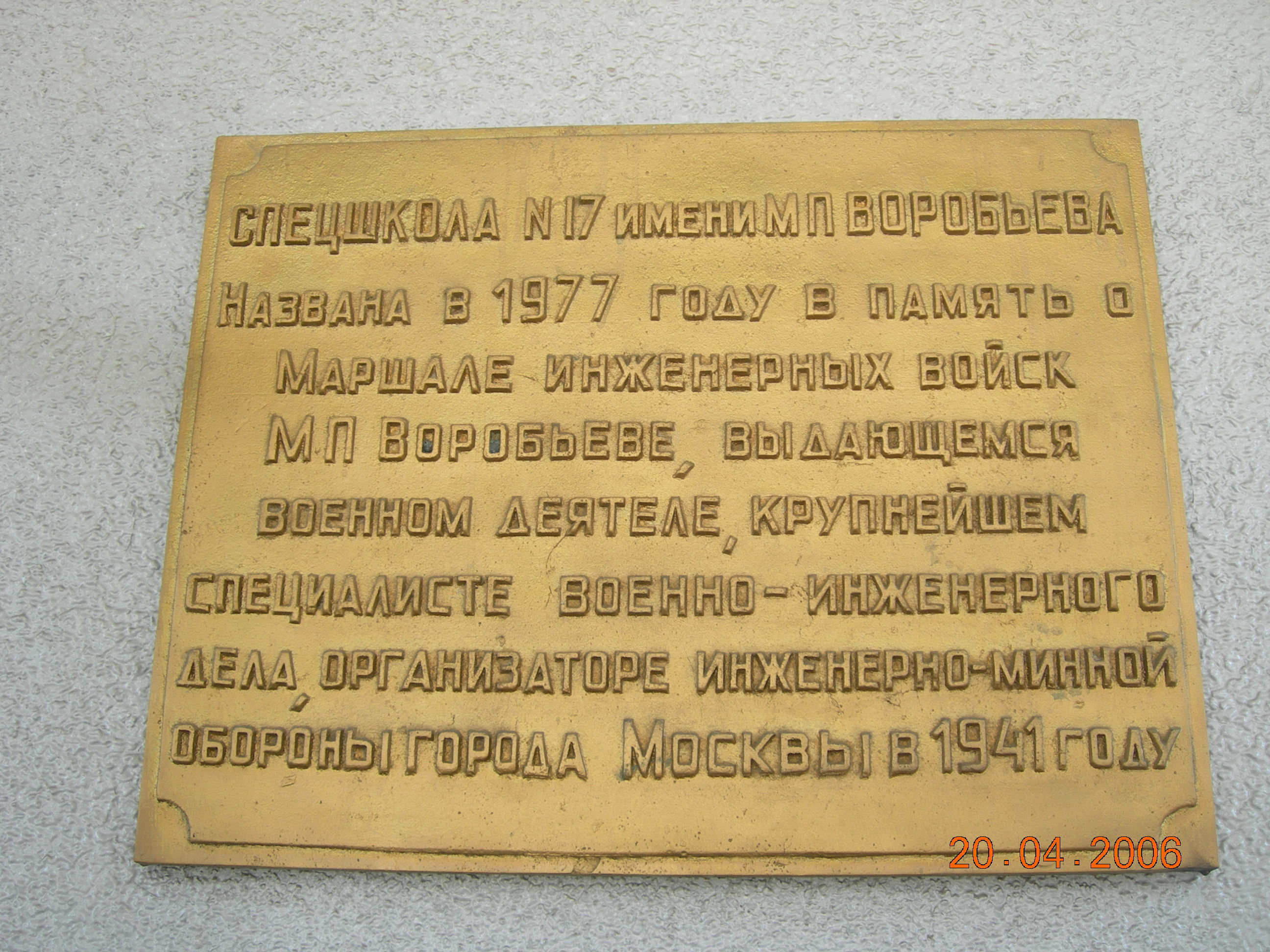
Памятная доска на Измайловской гимназии о присвоении школе имени маршала инженерных войск Воробьёва

После войны в течение 7 лет продолжал возглавлять инженерные войска РККА. В апреле 1946 года — должность М. П. Воробьёва стала именоваться «начальник инженерных войск Сухопутных войск». Однако в апреле 1952 года Воробьёв был понижен в должности и с мая 1952 года был назначен начальником инженерных войск Киевского военного округа. С 1954 года — заместитель начальника строительства и расквартирования Министерства обороны СССР. С 1956 года и до конца жизни — помощник командующего войсками Прибалтийского военного округа по строительству и расквартированию.
Скончался 12 июня 1957 года после тяжелой болезни в Москве. Похоронен на Новодевичьем кладбище.

## Награды
- два ордена Ленина (2.04.1943, 21.02.1945);
- три ордена Красного Знамени (3.01.1942, 3.11.1944, 24.06.1948);
- Орден Суворова I степени (31.07.1944);
- орден Отечественной войны I степени (7.03.1943);
- орден Трудового Красного Знамени (1948);
- ряд медалей СССР;
- Орден «Крест Грюнвальда» 1-й степени (Польша, 21.05.1946)[6]
- Орден Национального освобождения (Югославия);
- Орден Партизанской звезды 1-й степени (Югославия).

## Воинские звания
- Военинженер 1-го ранга (17.02.1936)[7].
- Комбриг (29.11.1939)[8].
- Генерал-майор инженерных войск (4.06.1940).
- Генерал-лейтенант инженерных войск (29.03.1943).
- Генерал-полковник инженерных войск (16.09.1943).
- Маршал инженерных войск (21.02.1944).

## Память
- Мемориальная доска в честь Воробьёва установлена на административном здании Министерства обороны Российской Федерации на Фрунзенской набережной в Москве[9].
- С 1978 года имя носит московская Измайловская гимназия (бывшая спецшкола № 17).
- Имя носят улицы в городах Москва, Владикавказ и Хасавюрт.